# Triclema staudingeri
Triclema staudingeri is een vlinder uit de familie van de Lycaenidae. De wetenschappelijke naam van de soort is voor het eerst gepubliceerd in 1894 door Henley Grose-Smith en William Forsell Kirby.
De soort komt voor in Guinee, Sierra Leone, Liberia, Ghana, Nigeria, Kameroen, Gabon, Congo-Brazzaville, Congo-Kinshasa, Oeganda en Tanzania.